# Egykerekű

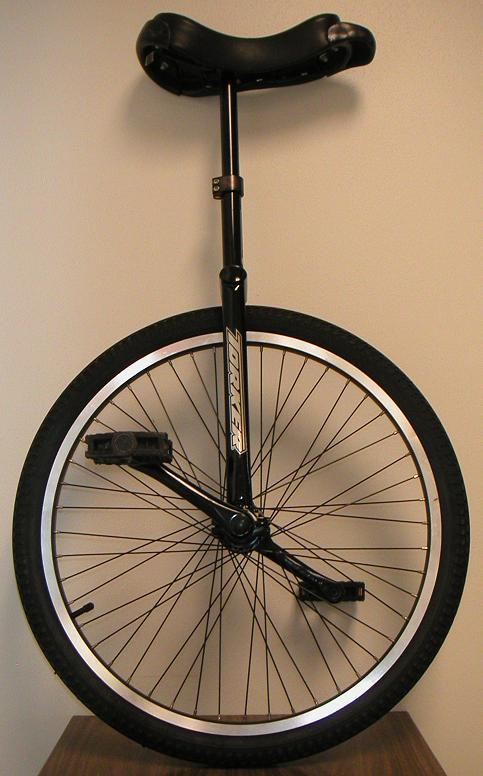
Torker-egykerekű

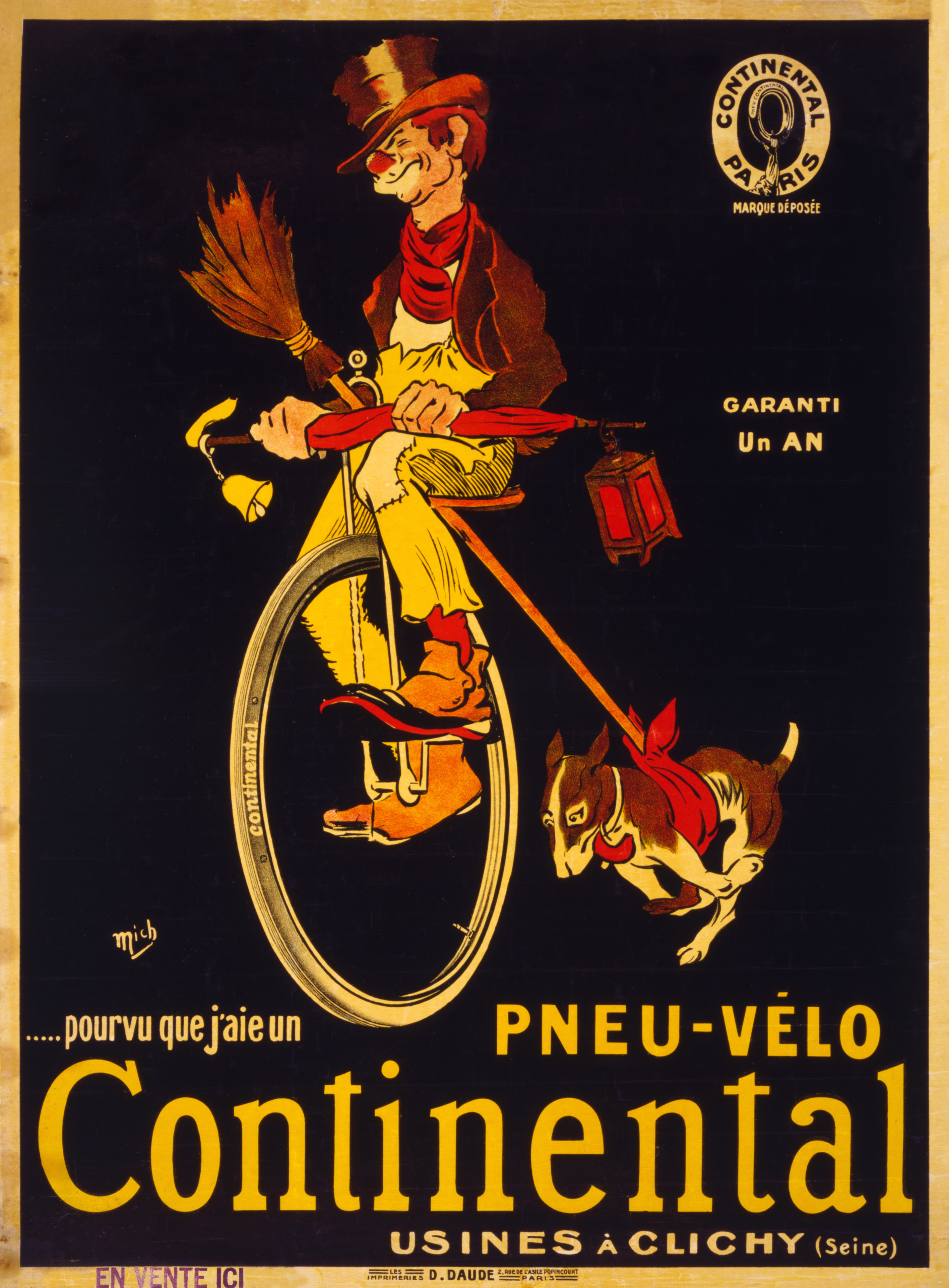
Gumireklám 1900 körül

Az egykerekű (unicikli vagy monocikli) egy pedálokkal, emberi erővel hajtott jármű. A kerékpárhoz hasonló, de annál egyszerűbb, nagyobb ügyességet kívánó eszköz.

## Az egykerekű története
Először a cirkuszi artisták kezdték használni, a kerékpárok elterjedésével egy időben. Ezek a korai egykerekűek még egyedileg készültek, különféle bicikli-alkatrészek felhasználásával. Az eszköz napjainkban is kelléke a cirkuszi életnek, annyira hogy az artistaképzőben ebből a számból teljes értékű vizsgát lehet tenni.
Az egykerekűzés sportként az 1990-es évek elején jelent meg. Egy konkrét személyhez fűződik a kialakulása, ez pedig Kris Holm aki saját tapasztalatait is felhasználva tervezett újabb és újabb egykerekűket. Kezdetben a kerékre felkerült egy terepgumi, ami a jobb tapadása révén már alkalmassá tette a járművet hegyi tekerésre is, később az ülés első felén elhelyezett egy kapaszkodót is, amivel a stabilabb egyensúlyozást segítette elő, vagyis így az eszköz már nehéz terepen is használható lett. Közben felmerült a kerékméret kérdése, illetve a hajtókar mérete, ami meghatározza az egykerekű sebességét. Terepen általában 24"-es (24 hüvelykes), vagy 26"-es kerékméretet használnak, mivel ezzel már kellemes sebességet lehet elérni. Egyes modelleket fékkonzollal szerelnek fel, ami lehetővé teszi V- vagy hidraulikus fék használatát; a fékkart egy konzol segítségével lehet rögzíteni az ülés alatt.
Természetesen nem csak a hegyi kerékpározáshoz hasonló egykerekűzés alakult ki, megjelentek emellett a flatlandhez hasonló freestyle, street, illetve egyéb ügyességi válfajok is, ezek egy részéből ma már komolyabb versenyeket is rendeznek.

## Egykerekűzés a világban
Lassan a világ összes részén fellelhető az egykerekű. Talán egyik legnagyobb kultusza Japánban alakult ki, ahol a mai napig a diákok csak azzal a feltétellel kezdhetik meg az elemi iskola első osztályát, ha alapszinten elsajátítják az egykerekű használatát.
Kris Holm először a „New World Disorder” c. DVD-n biciklistákkal együtt, majd a „One Tired Guy” önálló DVD-n nagy hatással volt az egykerekű világban való elterjedésére – ahol olykor bicikliseket megszégyenítő módon használta egykerekűjét. Napjainkra évente világversenyeket rendeznek, 2005-ben Dániában, 2006-ban az UNICON Svájcban került megrendezésre, ahol világ minden tájáról érkező versenyzők mérték össze a tudásukat. A versenyszámok között megtalálható: Triál, Freestyle, Hoki, Kosárlabda, Gyorsasági verseny, és egyéb ügyességi versenyszámok. Pillanatnyilag az “UNICION”, a világ által legelismertebb rendezvény. Magyarországon az UNICIKLI.HU 2006 – ban rendezte meg az első nemzetközi verseny ahol a nagy világversenyekhez hasonló eredmények születtek.

### Magyar egykerekűsök
Magyarországon 2003–2004-ben jelent meg az egykerekű, ekkor még mint zsonglőrkellék, de a nagy érdeklődés folytán hamar népszerűvé vált. Ez annak is köszönhető, hogy az egyik hazai forgalmazó, a QU-AX nagy hangsúlyt fektetett a sport minél szélesebb körben való megismertetésére (teszt-tekerés, sportrendezvényeken való megjelenés, városi tekerések révén). Ma az egykerekűsök száma Magyarországon 275–310 főre tehető.

## Elnevezés
Mint mindent ezt is nevezni kell valahogy: három megnevezéssel találkozhatunk:
- Egykerekű – néhányan hibásan hozzáteszik a bicikli jelzőt
- Monocikli – ez a „mono” 'egyes' ill. a „cikli” 'kerék' szóból ered
- Unicikli – az angol név (unicycle) magyarosításából született

## Kategóriák
User: vannak, akik megelégednek azzal, ha megtanulnak stabilan haladni, kanyarodni ill. az út nehézségeivel megbirkózni például egy padkára feljutni.
Street: van, aki itt nem áll meg, tovább gyakorol, vásárol egy strapabíróbb egykerekűt, amivel lehet lépcsőn le- és fel- közlekedni, esetleg kisebb akadályokról leugrani.
Triál: ahol már biciklizéshez hasonlóan szükség van strapabíróbb egykerekűre, ami bírja a terhelést (akár a 2 méterről való leugrást is).
Freestyle: ezt leginkább a flatlandhez hasonlóan sík terepen szokták gyakorolni, itt a trükkök száma és kivitelezése számít.
MUNI (Mountain UNIcycle): vagyis hegyi tekerés, ahol egy 24 vagy 26" (magura fékes) egykerekűvel lehet a mountenbike-osok után „szaggatni”, kb. 30–40 km/h sebességgel. Ehhez kell a legstrapabíróbb egykerekű.